# Selfish-Brain-Theorie
Nach dem Konzept der Selfish-Brain-Theorie hat das menschliche Gehirn die Fähigkeit, die Energieversorgung des Organismus so zu regeln, dass es vorrangig den eigenen Bedarf deckt, der im Vergleich zu anderen Organen besonders hoch ist. Das Gehirn verhält sich demnach ‚selbstsüchtig‘ – egoistisch, engl. selfish. Diese Theorie wurde von dem Adipositas-Spezialisten und Diabetologen Achim Peters seit 1998 entwickelt und 2004 erstmals veröffentlicht. Nach seiner Ansicht liefert die Theorie einen neuartigen Erklärungsansatz für die Entstehung von Adipositas, einer schweren Form von Übergewicht.

## Die Gründung der Selfish-Brain-Forschergruppe
2004 wurde die interdisziplinäre Forschergruppe: „Selfish Brain: Gehirnglucose und metabolisches Syndrom“ mit Unterstützung der Deutschen Forschungsgemeinschaft (DFG) gegründet. Achim Peters wurde als Leiter auf eine eigens dafür eingerichtete Professur berufen. Die Forschergruppe zählte zu diesem Zeitpunkt 18 wissenschaftliche Teilprojektleiter aus unterschiedlichen Bereichen wie Innere Medizin, Psychiatrie, Neurobiologie, Molekularmedizin, Mathematik etc. Zum Advisory Board gehörten Luc Pellerin, Denis Baskin und Mary Dallman. 2011 wurden die Professur des Leiters und die Kerngruppe der Klinischen Forschergruppe "Selfish Brain" an der Medizinischen Fakultät der Universität zu Lübeck mit einem Etat versehen.

## Das angegebene Erklärungspotenzial der Selfish-Brain-Theorie
Achim Peters geht von einer Sonderstellung des Gehirns bezüglich Stoffwechsel und Körpersteuerung aus, die gekennzeichnet sei durch:
- seine „metabolische Kompartimentierung“ (Stoffwechsel in einem eigenen Raum),
- einen hohen Energieverbrauch,
- eine geringe Energiespeicherkapazität,
- seine Plastizität (Veränderungsfähigkeit),
- die Fähigkeit, Informationen von anderen Organen aufzunehmen und diese zu kontrollieren.

### Forschungsansatz der Selfish-Brain-Theorie
Nach der Selfish-Brain-Theorie von Peters verhält sich das Gehirn selbstsüchtig, indem es die Energieversorgung des Körpers so lenke, dass es zunächst einmal sich selbst Energie zuweise, ehe die Bedürfnisse der anderen Organe befriedigt würden. Der Eigenbedarf des Gehirns ist sehr hoch. Obwohl seine Masse nur etwa 2 % des Körpergewichts ausmacht, verbraucht es etwa 20 % der täglich zugeführten Kohlenhydrate.
Bislang war die Wissenschaft von einer parallelen Energieversorgung des Gehirns und der Muskeln und Organe ausgegangen. Eine zentrale Rolle spielten dabei zwei Regelkreise, die in engen Grenzen unter der Kontrolle des Hypothalamus reguliert werden.
- Die „Lipostatische Theorie“, von Gordon C. Kennedy 1953 aufgestellt, beschreibt den Fettregelkreis.[3] Über zirkulierende Stoffwechselprodukte oder Hormone erhält der Hypothalamus Signale über den Umfang des Fettgewebes und die aktuelle Stoffwechsellage. Aufgrund dieser Signale kann der Hypothalamus die Nahrungsaufnahme so anpassen, dass die Körperfettdepots konstant bleiben, d. h. eine so genannte „Lipostase“ erreicht wird.
- Die „Glucostatische Theorie“, die Jean Mayer im gleichen Jahr entwickelte, beschreibt den Blutzuckerregelkreis.[4] Der Hypothalamus kontrolliert nach dieser Theorie die Nahrungsaufnahme über Rezeptoren, die den Glucosegehalt im Blut feststellen. So wird ein bestimmtes Niveau der Glucosekonzentration mittels angepasster Nahrungsaufnahme eingestellt. Interessanterweise bezieht Mayer das Gehirn in seine Überlegungen mit ein. Für ihn dient die Nahrungsaufnahme dazu, die Energiehomöostase (d. h. -selbstregelung) des zentralen Nervensystems zu sichern. Dabei setzt er allerdings implizit voraus, dass der Energiefluss vom Körper zum Gehirn ein passiver Vorgang ist.

Peters’ Selfish-Brain-Theorie knüpfte an die Tradition der lipo- und glucostatischen Theorien an. Neu war, dass diese Theorie zusätzlich einen weiteren, dem Blutzucker- und Fettregelkreis übergeordneten Regelkreis vorschlug. Dies meint einen Regelkreis, mit dem die zerebralen Hemisphären (die beiden Gehirnhälften) die ATP-Konzentration ihrer Neuronen regulieren. Demnach stellen die zerebralen Hemisphären so das Primat der Energieversorgung des Gehirns sicher, weshalb sie in Peters’ Selfish-Brain-Theorie als zentrale Instanz für den Energiestoffwechsel angesehen werden. Sie bewirken bei Bedarf einen Energiefluss vom Körper zum Gehirn zur Aufrechterhaltung des Energieniveaus. Anders als Jean Mayer geht Peters’ Selfish-Brain-Theorie von einem aktiven Vorgang zur Beschaffung von Energy on Demand (Energie auf Anforderung) aus. Dieser werde von zerebralen ATP-Sensoren kontrolliert, die sensibel auf Veränderungen von ATP in den Nervenzellen des gesamten Gehirns reagierten.
Die Selfish-Brain-Theorie verband die Theorien von Kennedy und Mayer: Sie betrachtete Blutzucker- und Fettregelkreis als einen Komplex. Dieser reguliert den Energiefluss von der Umwelt zum Körper, d. h. die Nahrungsaufnahme. Geregelt wird er von einem hypothalamischen Kerngebiet aus. Auch hier gibt es empfindliche Sensoren, die Veränderungen sowohl der Blutglucose als auch der Fettdepots registrieren und biochemische Prozesse zur Bewahrung eines bestimmten körpereigenen Gleichgewichts auslösen.
Die zerebralen Hemisphären sind dieser Theorie zufolge zur Erreichung ihres Ziels, der Energiehomöostase des Gehirns, auf die angeblich untergeordneten Regelkreise im Hypothalamus angewiesen. Denn an diese sendeten sie die Signale zur Energiebeschaffung. Würden diese Signale in einer vom Normalen abweichenden Weise verarbeitet, etwa aufgrund von hypothetischen Anpassungen in Amygdala oder Hippocampus, sei zwar die Energieversorgung des Gehirns nicht gefährdet, es könne dann aber zur Entwicklung von Adipositas kommen. Die Ursache hierfür sei nicht in den Blut- und Fettregelkreisen, sondern in den sie regulierenden Instanzen in den zerebralen Hemisphären zu verorten.

### Die Lieferkette des Gehirns

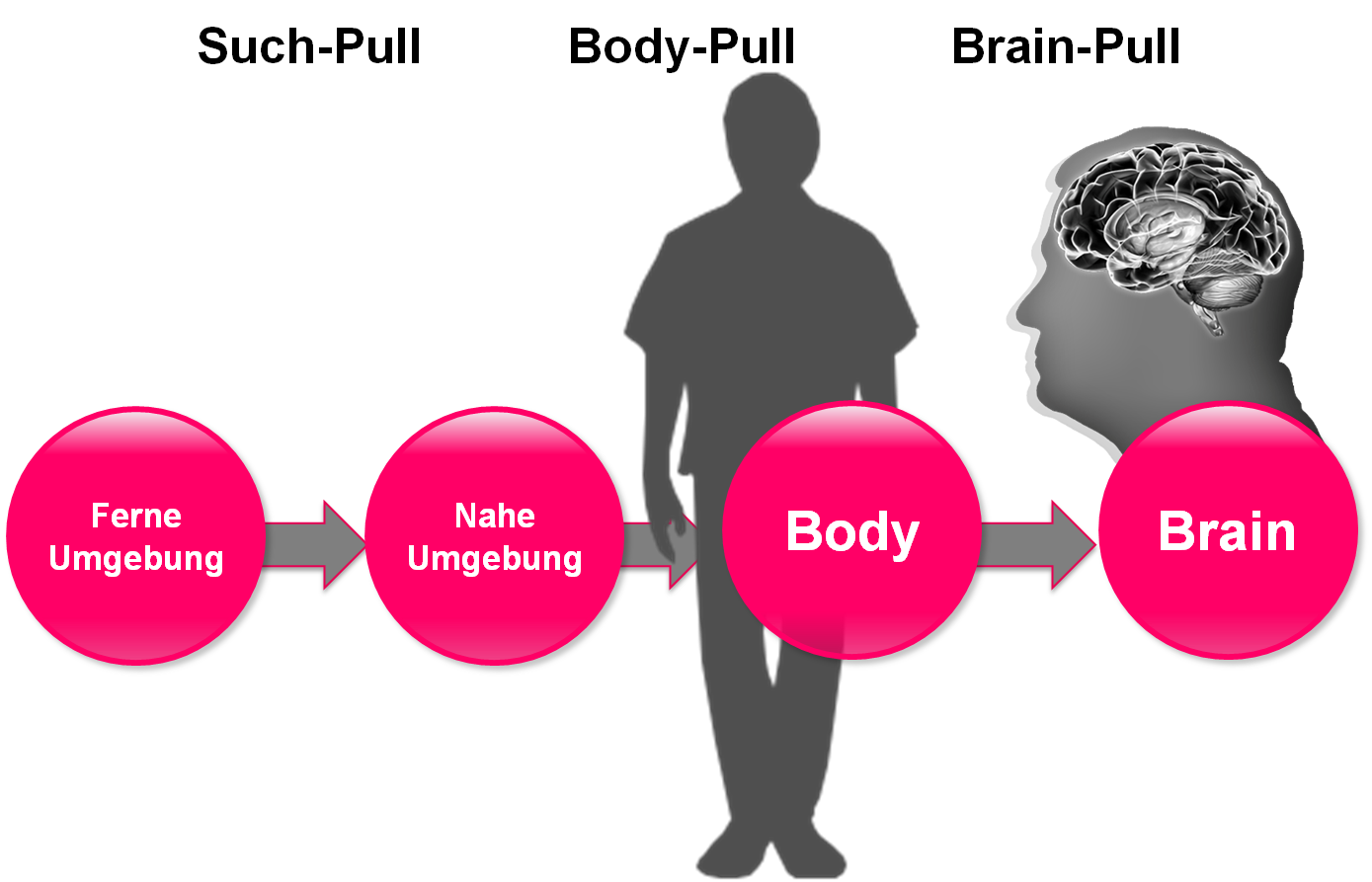
Hypothese der Energie-Lieferkette des „Selfish Brain“. Autor der Abbildung: Achim Peters.

Hypothese der Selfish-Brain-Theorie: Sinkt die ATP-Konzentration in den Nervenzellen des Gehirns auch nur minimal ab, werde ein zerebraler Mechanismus (Brain-Pull) in Gang gesetzt, der nach dem Prinzip „Energy on demand“ den Körper-Gehirn-gerichteten Energiefluss verstärke. Falle der Energiegehalt im Körper (Blut, Fettgewebe) ab, werde ein anderer zerebraler Mechanismus (Body-Pull) ausgelöst. Dieser bewirke, dass mehr Energie von der nahen Umwelt in den Körper aufgenommen werde (Nahrungsaufnahme). Wenn die verfügbaren Vorräte in der näheren Umgebung schwinden, setze ein weiterer zerebraler Mechanismus (Such-Pull) Fortbewegung und Exploration, d. h. Nahrungssuche, in Gang.

### Konzepte von Brain-Pull-Mechanismen
Für die Aufrechterhaltung der zerebralen Energiehomöostase ist die Brain-Pull-Funktion unabdingbar. In den letzten Jahren der Hirnforschung sind mehrere neurobiologische Mechanismen entdeckt worden, die Brain-Pull-Funktionen ausführen. Demzufolge ist das Gehirn in der Lage, bei Bedarf mehr Glukose oder Laktat anzufordern.

#### Zerebrale Insulinsuppression

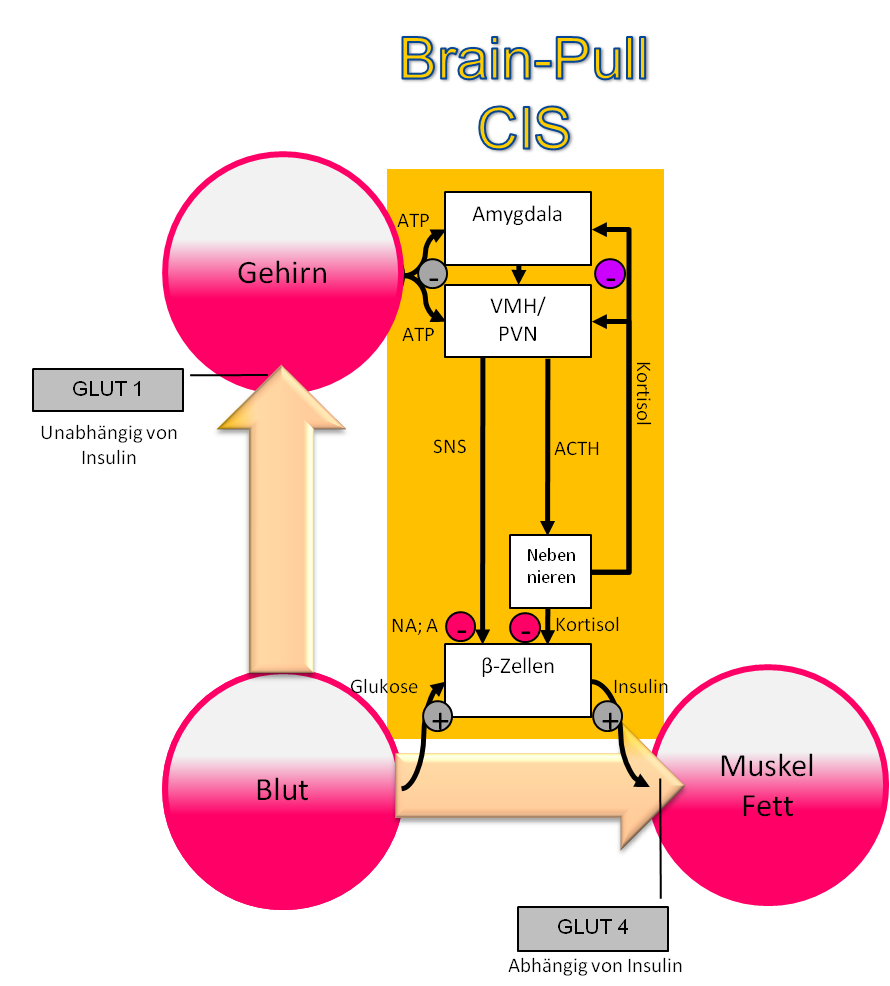
Zerebrale Insulinsuppression (engl. cerebral insulin supression, CIS). Autor der Bilddatei: Achim Peters.

Als wichtigster Brain-Pull-Mechanismus, mit dem das Gehirn mehr Glukose anfordere, beschreibt Peters’ Selfish-Brain-Theorie eine zerebrale Insulinsuppression. Die Glukoseflüsse sind hiernach entweder zum Gehirn oder in das Muskel- bzw. Fettgewebe gerichtet (Abbildung „zerebrale Insulinsuppression“). Das Gehirn misst mit Hilfe von Energiesensoren seine Energiekonzentration. Wenn die Konzentration von Energie (ATP) in den Nervenzellen abfällt, werden Nervenzellen in der Amygdala, dem ventromedialen Hypothalamus und dem Nucleus paraventricularis aktiviert, welche ihrerseits das sympathische Nervensystem und das Hypothalamus-Nebennierenrindensystem stimulieren. Beide, das sympathische Nervensystem sowie das Hypothalamus-Nebennierenrindensystem, unterdrücken die Insulinsekretion der β-Zellen in der Bauchspeicheldrüse.
Auf diese Weise wird der über den Glukosetransporter-4 (GLUT-4) vermittelte Glukosetransport in das Muskel- und Fettgewebe reduziert. Glukose steht somit der GLUT-1-vermittelten Glukoseaufnahme ins Gehirn zur Verfügung, welche unabhängig von Insulin ist. So begrenzt das Gehirn die Glukoseaufnahme in die peripheren Gewebe und versorgt sich selbst nach Bedarf mit Glukose.
Bei jeder Aktivierung des Brain-Pulls wird das Stresshormon Kortisol ins Blut freigesetzt, welches von dort wieder auf den Hypothalamus und die Amygdala zurückwirkt. Das Kortisol führt dazu, dass der Brain-Pull zurückgefahren wird; langfristig, so diese Theorie, programmiert Kortisol in den höheren Hirnregionen die Reaktivität des Brain-Pull-Systems.

#### Mobilisierung von Laktat
Cerebral Lactate Demand wurde als möglicher aktiver Prozess vorgeschlagen, bei dem das Gehirn mithilfe der Aktivierung des Stresssystems Laktat aus der Skelettmuskulatur mobilisiert, um von dort aus den zerebralen Energiebedarf zu decken.

### Adipositas – ein „Stau in der Lieferkette“
Die Selfish-Brain-Theorie wurde in einer Publikation von 2007 zum Thema Insulinresistenz als ein damals neues Konzept – neben drei alternativen Konzepten – diskutiert und dabei die mögliche Verbindung dieser Theorie zum Verständnis von Adipositas erwähnt. Stelle man sich die Energieversorgung des menschlichen Organismus als Lieferkette (Abbildung 1) vor, die von der Außenwelt mit ihren Angeboten und Möglichkeiten der Nahrungsaufnahme über den Körper ins Gehirn als Endverbraucher und Kontrollorgan verlaufe, dann würde Adipositas durch einen Stau in der Lieferkette verursacht. Dieser sei gekennzeichnet durch eine überproportionale Akkumulation von Energie im Fettgewebe oder im Blut.

## Anderweitige Begriffsverwendung
Achim Peters ist nicht der erste Autor, der den Ausdruck Selfish Brain in einer wissenschaftlichen Publikation vorgeschlagen hat. Der Ausdruck wurde von verschiedenen Autoren für mehrere, völlig verschiedene wissenschaftliche Konzepte vorgeschlagen. Der Vorschlag der Verwendung des Ausdrucks Selfish Brain von Achim Peters hat sich in der Wissenschaft nicht als eine vorherrschende (dominante) Verwendung etabliert.
Sowohl vor als auch nach der Verwendung des Ausdrucks Selfish Brain durch Achim Peters benutzten mehrere Autoren ebenfalls diesen Ausdruck in ihren Publikationen, und zwar mit verschiedenen, vollkommen anderen Bedeutungen. Ein Beispiel für eine vorherige Verwendung ist das ungewöhnlich häufig rezensierte Buch The Selfish Brain: Learning from Addiction von By Robert L. DuPont, erschienen 1997. Selfish Brain bedeutet hier drogensüchtiges Gehirn. Ein weiteres Beispiel für eine frühere und spätere Verwendung des Ausdrucks Selfish Brain – ebenfalls mit einer völlig anderen Bedeutung – ist eine Übersichtsarbeit von 2016, in der Selfish Brain für die bereits seit 1959 bestehende Hypothese verwendet wird, dass eine verminderte Durchblutung des Gehirns als Gegenreaktion des Gehirns eine Steigerung des Blutdrucks auslöst, und zwar mittels erhöhter Aktivierung des sympathischen Nervensystems. In einer Übersichtsarbeit von 2001 beschreibt Selfish Brain die Beobachtung, dass bei einer vorgeburtlichen Wachstumsverzögerung (intrauterine Wachstumsretardierung) die Verzögerung beim Gehirn geringer ist als beim übrigen Körper.

## Wissenschaftliche Anerkennung derSelfish-Brain-Theorievon Achim Peters
Die internationale Fachgesellschaft Endocrine Society mit 18.000 Mitgliedern in mehr als 120 Ländern gab 2017 zum Thema Adipositas eine Stellungnahme ab. Hiernach entsteht Übergewicht durch einen andauernden Überschuss an Energieaufnahme im Vergleich zur Energieabgabe und durch eine dauerhafte Verschiebung der vom Körper als normal eingestellten Energiebilanz hin zu einer übermäßigen Energieaufnahme. Das erkläre die häufigen Rückfälle nach Therapiebemühungen und sei im Einzelnen noch nicht aufgeklärt, aber die Forschung biete bereits gewisse Lichtblicke.
Im März 2021 zeigte eine Suche in PubMed nach frei online erhältlichen Übersichtsarbeiten (Reviews) der letzten fünf Jahre, die die Termini Obesity und Pathogenesis oder Obesity und Pathophysiology im Titel führten, vier allgemeine Übersichtsarbeiten zu diesem Thema. In keiner von ihnen wurde die Selfish-Brain-Theorie von Achim Peters in irgendeiner Weise erwähnt. Das bedeutet, dass 17 Jahre nach ihrer Erstveröffentlichung diese Theorie keine Berücksichtigung in der Darstellung und Diskussion des aktuellen Wissens zum Thema Ursachen der Übergewichtigkeit erreicht hat.